# ریرا کاواشیما
ریرا کاواشیما 川島里羅 (Kawashima Rira متولد 13 December 1996) بازیکن بدمینتون اهل ژاپن است.